# Winter-Asienspiele 2025/Teilnehmer (Pakistan)
| Gelbes Symbol für Goldmedaillen mit stilisierten Olympischen Ringen | Graues Symbol für Silbermedaillen mit stilisierten Olympischen Ringen | Braundes Symbol für Bronzemedaillen mit stilisierten Olympischen Ringen |
| ------------------------------------------------------------------- | --------------------------------------------------------------------- | ----------------------------------------------------------------------- |
| —                                                                   | —                                                                     | —                                                                       |

Pakistan nimmt mit zwei Sportlern an den Winter-Asienspiele 2025 in Harbin teil.

## Teilnehmer nach Sportarten

### Ski Alpin
| Athleten       | Wettbewerbe | 1. Lauf | 1. Lauf | 2. Lauf | 2. Lauf | Gesamt | Gesamt |
| Athleten       | Wettbewerbe | Zeit    | Rang    | Zeit    | Rang    | Zeit   | Rang   |
| -------------- | ----------- | ------- | ------- | ------- | ------- | ------ | ------ |
| Männer         |             |         |         |         |         |        |        |
| Muhammad Karim | Slalom      | 55,74 s | 26      | DSQ     | DSQ     | DSQ    | DSQ    |

### Skilanglauf
| Athleten         | Wettbewerbe | Zeit | Rang |
| ---------------- | ----------- | ---- | ---- |
| Männer           |             |      |      |
| Muhammad Shabbir |             |      |      |

| Athleten         | Wettbewerbe      | Qualifikation | Qualifikation | Viertelfinale | Viertelfinale | Halbfinale | Halbfinale | Finale | Finale | Rang |
| Athleten         | Wettbewerbe      | Zeit          | Rang          | Zeit          | Rang          | Zeit       | Rang       | Zeit   | Rang   | Rang |
| ---------------- | ---------------- | ------------- | ------------- | ------------- | ------------- | ---------- | ---------- | ------ | ------ | ---- |
| Männer           |                  |               |               |               |               |            |            |        |        |      |
| Muhammad Shabbir | Sprint klassisch |               |               |               |               |            |            |        |        |      |